# Thymopides grobovi
Thymopides grobovi is een kreeftensoort uit de familie van de Nephropidae. De wetenschappelijke naam van de soort is voor het eerst geldig gepubliceerd in 1976 door Burukovsky & Averin.